# Diego del Río
Diego del Río (Buenos Aires, 4 settembre 1972) è un ex tennista argentino.

## Carriera
In carriera ha vinto un titolo di doppio, il Cerveza Club Colombia Open nel 1998, in coppia con Mariano Puerta. Nei tornei del Grande Slam ha ottenuto il suo miglior risultato raggiungendo il terzo turno nel doppio all'Open di Francia nel 1999, in coppia con Martín Rodríguez.

## Statistiche

### Doppio

#### Vittorie (1)
| Numero | Anno            | Torneo                             | Superficie  | Compagno       | Avversari in finale    | Punteggio     |
| 1.     | 8 novembre 1998 | Cerveza Club Colombia Open, Bogotà | Terra rossa | Mariano Puerta | Gábor Köves Eric Taino | 6-7, 6-3, 6-2 |